# Hacène Mammeri
Pour les articles homonymes, voir Mammeri.
Hacène Mammeri (en arabe : حسان معمري) est un footballeur algérien né le 6 novembre 1974 à Hussein Dey dans la wilaya d'Alger. Il évoluait au poste d'arrière droit.

## Biographie
Il évolue en première division algérienne avec son club formateur, le NA Hussein Dey, le CR Belouizdad et enfin l'USM Blida.

## Palmarès
NA Hussein Dey
- Championnat d'Algérie D2 (1) :
  - Champion Gr. Centre : 1995-96.